# Lanstyák István
Lanstyák István (Losonc, 1959. július 13. –) felvidéki magyar nyelvész, egyetemi oktató.
A debreceni Kossuth Lajos Tudományegyetemen 1983-ban magyar–angol szakos tanári oklevelet szerzett.
A Pozsonyi Comenius Egyetem Magyar Nyelv és Irodalom Tanszéken 1986–1989 tanársegéd, 1989–1999 adjunktus, 1999–2011 egyetemi docens, 2011– egyetemi tanár. 

## Kutatási területei
- bibliafordítás
- szociolingvisztika
- kétnyelvűség-kutatás
- kontaktológia
- nyelvalakítás

## Könyvei
- Magyar nyelvhasználat – iskola – kétnyelvűség – 1997. Társszerző: Szabómihály Gizella
- Nyelvünkben – otthon. – 1998. Magyar elektronikus könyvtár
- A magyar nyelv szlovákiai változatainak sajátosságai – 1998
- A magyar nyelv Szlovákiában – 2000
- Magyar nyelvtervezés Szlovákiában. Tanulmányok és dokumentumok – 2002. Társszerző: Szabómihály Gizella
- Nyelvből nyelvbe – Tanulmányok a szókölcsönzésről, kódváltásról és fordításról – 2006
- Nyelvművelés, nyelvtervezés, nyelvmenedzselés – 2009
- A magyar beszélt nyelv sajátosságai – 2009
- Nyelvalakítás és nyelvi ideológiák – 2011
- Nyelvalakítás és nyelvi problémák – 2018